# Tupigea altiventer
Tupigea altiventer là một loài nhện trong họ Pholcidae. Loài này được phát hiện ở Brasil.